# Карлыхановский сельсовет
Карлыхановский сельсовет — муниципальное образование в Белокатайском районе Башкортостана.

## История
Согласно «Закону о границах, статусе и административных центрах муниципальных образований в Республике Башкортостан» имеет статус сельского поселения.

## Население
| 2002  | 2009  | 2010  | 2012  | 2013  | 2014  | 2015  |
| ----- | ----- | ----- | ----- | ----- | ----- | ----- |
| 2035  | ↘1890 | ↘1692 | ↘1654 | ↘1609 | ↘1604 | ↘1552 |
| 2016  | 2017  |       |       |       |       |       |
| ↘1531 | ↘1492 |       |       |       |       |       |

## Состав сельского поселения
| № | Населённый пункт | Тип населённого пункта       | Население |
| - | ---------------- | ---------------------------- | --------- |
| 1 | Карлыханово      | село, административный центр | ↘1343     |
| 2 | Айдакаево        | деревня                      | ↘336      |
| 3 | Кургашка         | деревня                      | ↘13       |
| 4 | Сандалашка       | деревня                      | →0        |